# L'appassionata
L'appassionata és una pel·lícula italiana del 1988 dirigida per Gianfranco Mingozzi.

## Argument
Bolonya, anys 1950. Gilberta és una professora de piano vídua que viu amb el seu fill Enzo, de 16 anys. Ell l'ajuda venent records familiars i netejant la piscina comunitària. Per tal d'arribar millor a final de mes Gilberta lloga una habitació a Toni, un jove italoamaericà atractiu amb qui té una relació. Tanmateix, Toni la deixa per Ileana, una jove estudiant de música, cosa que la fa embogir de dolor. Internada a un sanatori, li demana al seu fill que posi fi a la seva dissort.

## Repartiment
- Piera Degli Esposti: Gilberta
- Nicola Farron: Toni
- Federico Provvedi: Enzo
- Prisca Dindo
- Ornela Marcucci
- Daniela Morelli
- Paolo Bacchi
- Gaetano Naccarato
- Guido Luigi Cavalleri
- Massimo Madrigali
- Zeno Pezzoli
- Alberto Bartolani

## Reconeixements
Va formar part de la selecció oficial de la IX edició de la Mostra de València, on la protagonista Piera Degli Esposti va rebre una menció especial a la millor actriu.